# Val-de-Travers
Val-de-Travers (toponimo francese) è un comune svizzero di 10 558 abitanti del Canton Neuchâtel; ha il titolo di città.

## Geografia fisica
Il comune territorio del comune di Val-de-Travers comprende gran parte dell'omonima valle formata dal fiume Areuse, a nord del lago di Neuchâtel.

## Storia
In seguito all'esito favorevole del referendum del 17 giugno 2007, il comune di Val-de-Travers è stato istituito il 1º gennaio 2009 con la fusione dei comuni soppressi di Boveresse, Buttes, Couvet, Fleurier, Les Bayards, Môtiers, Noiraigue, Saint-Sulpice e Travers; capoluogo comunale è Fleurier.

## Società

### Evoluzione demografica
L'evoluzione demografica è riportata nella seguente tabella:
Abitanti censiti

## Geografia antropica

### Frazioni
Le frazioni di Val-de-Travers sono:
- Boveresse[6]
  - Les Sagnettes
- Buttes[7]
- Couvet[8]
  - Plancemont
- Fleurier[9]
- Les Bayards[10]
  - Grand Bayard
  - Haut de la Tour
  - Les Jordan
  - Les Places
  - Les Prises
  - Petit Bayard
- Môtiers[11]
  - Chaux
  - Pierrenod
  - Pré Monsieur
  - Riau
  - Sagneule
  - Sur le Crêt
  - Vers chez Bordon
- Noiraigue[12]
  - Combe-Varin
  - Le Furcil
  - Rosières[13]
  - Vers chez Joly
- Saint-Sulpice[14]
  - Les Charbonnières
- Travers[15]
  - La Presta

## Infrastrutture e trasporti

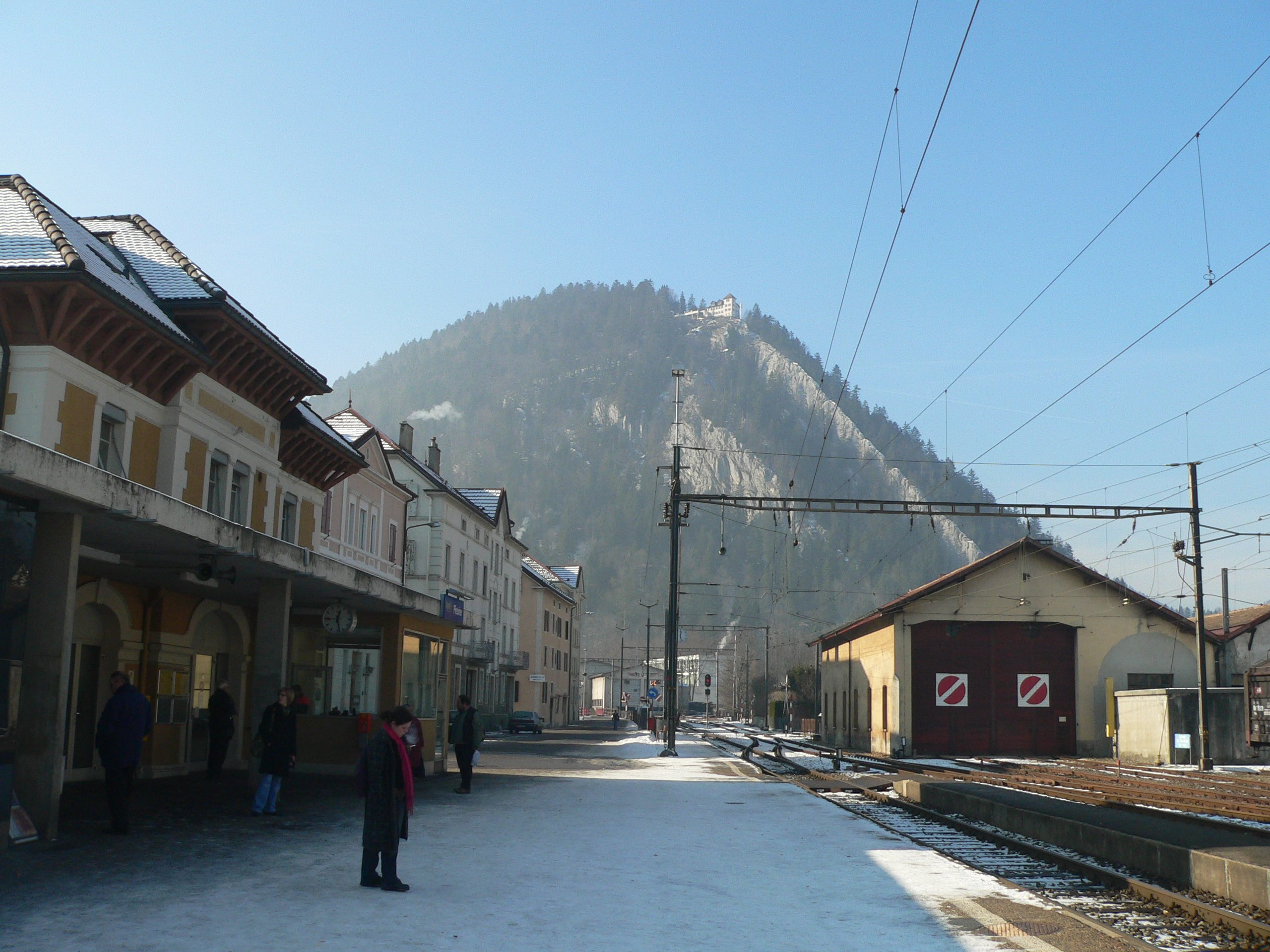
La stazione di Fleurier

Val-de-Travers è servita dalla strada principale 10, dalla ferrovia Neuchâtel-Pontarlier (stazioni di Les Bayards, Boveresse, Couvet CFF, Travers e Noiraigue) e dalla ferrovia Travers-Fleurier-Buttes, interamente compresa nel territorio comunale (stazioni di Travers, La Presta Mines d'asphalte, Couvet, Môtiers, Fleurier, St-Sulpice e Buttes).